# La cosa più incredibile
La cosa più incredibile (Det Utroligste) è una fiaba letteraria scritta dall'autore danese Hans Christian Andersen.
Il racconto fu pubblicato per la prima volta negli Stati Uniti nel settembre 1870 con il titolo The Most Extraordinary Thing sulla rivista The Riverside Magazine for Young People. La traduzione in inglese era ad opera di Horace Scudder, un corrispondente americano di Andersen. Un mese più tardi, nell'ottobre 1870, venne pubblicato nell'originale danese in Danimarca sul giornale Nyt Dansk Maanedsskrift. Dal 30 marzo 1872 il racconto iniziò ad essere inserito in alcune raccolte di racconti, entrando ufficialmente a far parte della celebre raccolta di fiabe dell'autore. Andersen lo considerava uno dei suoi racconti migliori.

## Trama
La storia narra di una competizione in un regno: chiunque inventi la cosa più incredibile avrà come premio la mano della Principessa e metà del regno stesso. Un giovane presenta un orologio che a ogni ora mostra un elemento che rappresenta diverse scene e figure, mitologiche o bibliche (Mosè che scrive i dieci comandamenti, Adamo ed Eva, i re magi, le quattro stagioni, i cinque sensi, i giorni della settimana, le Muse, l'annunciazione e altro ancora). Mentre sta per essere definito il vincitore, un uomo arriva e distrugge l'orololgio. La sua azione viene definita ancora più incredibile e vince il concorso, finché le creature dell'orologio si risvegliano e lo sconfiggono. 
La storia insegna una preziosa morale: le idee non si possono annullare.

## Analisi
La storia è interamente creazione di Andersen e non ha nessuna controparte nella tradizione popolare e fiabesca. L'ispirazione per il racconto è stata imputata alla preoccupazione di Andersen per la guerra franco-prussiana e le guerre tra Prussia e Danimarca degli anni 1860. Andersen era stato accolto calorosamente in Germania e amava l'alta cultura tedesca. Per lui fu quindi un duro colpo scoprire di dover rinunciare ai rapporti con i suoi amici tedeschi.
Per la folklorista Maria Tatar il racconto riassumerebbe la visione dell'arte secondo Andersen, con l'orologio che simbolizza sia la temporalità che la trascendenza. Esso tiene il tempo ed è al contempo un'opera d'arte che non può essere distrutta. Tatar nota come l'orologio ospiti "sia il mitico che il biblico, sia le stagioni che i sensi, sia il visivo che l'acustico, sia lo spirituale che il carnale"; raggruppando tutto ciò che Andersen richiedeva dall'arte. L'orologio meraviglioso "mescola il secolare con il sacro e il pagano con il cristiano". La bellezza dell'orologio e delle sue statuine sfida e trascende la distruzione e continua a vivere in un modo in cui agli esseri umani non è consentito.

## Adattamenti
- L'episodio 30 della sere TV anime Le fiabe di Andersen (1971) è liberamente tratto dal racconto.
- Alla storia è ispirato il balletto del 2011 The Most Incredible Thing, musicato dal duo synth-pop Pet Shop Boys.
- Nel 2016 ha debuttato al New York City Ballet un balletto in un atto basato sul racconto, coreografato da Justin Peck.